# Struthisca farinosa
Struthisca farinosa is een vlinder uit de familie van de zakjesdragers (Psychidae). De wetenschappelijke naam van deze soort is voor het eerst voorgesteld als Ctenocompa farinosa door Edward Meyrick in een publicatie uit 1919.
De soort komt voor in India.